# Maria d'Aragona
Maria d'Aragona, markisinnan av Vasto, även känd som Maria av Aragonien, född 1503, död 1568, var en italiensk adelskvinna och konstmecenat. 
Hon var dotter till hertig Ferdinando di Montalto och Catalina Cardona och sondotter till kung Ferdinand I av Neapel. Hon gifte sig 1523 med kondottiären Alfonso d'Avalos, markis av Pescara och Vasto.  
Hon beskrevs som vacker och utbildad och blev känd som mecenat för konstnärer, så som Paolo Giovio, Girolamo Muzio, Pietro Aretino, Giulio Camillo och Bernardo Spina. 
Undersökningar av hennes kvarlevor har kunnat visa att hon led av syfilis.